# وزارة الثقافة والمجتمع والشباب
وزارة الثقافة والمجتمع والشباب (بالملايوية: Kementerian Kebudayaan, Masyarakat dan Belia)‏؛ (بالتاميلية: கலாசார, சமூக, இளையர்துறை அமைச்சு)‏ هي وزارة في حكومة سنغافورة مسؤولة عن صياغة وتنفيذ السياسات المتعلقة بالفنون والرياضة والشباب والمجتمع في سنغافورة.

## وصلات خارجية
- الموقع الرسمي